# آلیسون فاستر
آلیسون فاستر (انگلیسی: Allison Feaster؛ زادهٔ ۱۱ فوریهٔ ۱۹۷۶) بازیکن بسکتبال اهل ایالات متحده آمریکا است.